# Eike Schmidt
Eike Dieter Schmidt (Friburgo in Brisgovia, 22 aprile 1968) è uno storico dell'arte, funzionario e politico tedesco naturalizzato italiano.
È il direttore del Museo e Real Bosco di Capodimonte di Napoli dal gennaio 2024. In precedenza, ha ricoperto lo stesso ruolo per le Gallerie degli Uffizi di Firenze.
Riconosciuto come uno dei massimi esperti e conoscitori di scultura europea del Rinascimento e Barocco, ha al suo attivo oltre 200 pubblicazioni scientifiche.

## Biografia
Ha studiato arte moderna e medievale all'Università di Heidelberg. Negli anni novanta, con una borsa di studio Erasmus, ha fatto ricerche all'Università di Bologna; in seguito, fino al 2001 è stato borsista a Firenze, presso il Kunsthistorisches Institut in Florenz. 
Si è poi trasferito negli Stati Uniti d'America, dove è stato curatore della National Gallery of Art di Washington D.C. dal 2001 e, dal 2006 al 2008, del J. Paul Getty Museum di Los Angeles. È poi stato direttore del dipartimento di Scultura e Arti Decorative, responsabile per l'Europa, presso la casa d'aste Sotheby's di Londra.
Nel 2009 ha ottenuto il dottorato di ricerca all'Università di Heidelberg, con una tesi su La collezione medicea di sculture in avorio nel Cinque e Seicento. Dal 2009 al 2015 è stato direttore del dipartimento di Scultura, Arti Decorative e Tessuti del Minneapolis Institute of Art, dove ha progettato e curato numerose mostre e creato il settore di Arti Ebraiche.
Nel 2013 ha curato la mostra sulla scultura barocca in avorio a Palazzo Pitti, a Firenze, dal titolo Diafane passioni.
Dal 2010 al 2015 è stato nominato membro della Commissione di Valutazione per la Fiera Internazionale dell'Antiquariato TEFAF di Maastricht. 
Nel 2015 è stato nominato Direttore delle Gallerie degli Uffizi, primo direttore straniero nella storia del museo fiorentino. Nel primo quadriennio di nomina si è distinto per la ristrutturazione amministrativa e gestionale del nuovo Museo, nato dalla fusione della Galleria degli Uffizi, della Galleria Palatina, dei Musei di Palazzo Pitti e del Giardino di Boboli.
Nel 2017 è stato nominato professore onorario della Humboldt-Universität di Berlino.
Nel 2019 ha portato avanti la campagna per la restituzione all'Italia e all'istituto da lui diretto delle opere sottratte dalle truppe tedesche sul finire della seconda guerra mondiale, concentrandosi in particolar modo sul caso del Vaso di fiori del pittore olandese Jan van Huysum, restituito all'Italia il 19 luglio 2019.
Pur avendo vinto nel 2017 il concorso per la direzione del Kunsthistorisches Museum di Vienna, incarico da assumere nel 2020, Schmidt nel 2019 comunica la sua disponibilità a restare alla guida degli Uffizi per altri quattro anni per poter continuare a seguire personalmente i progetti da lui avviati. Nel novembre del 2019 gli viene rinnovato l'incarico di Direttore delle Gallerie degli Uffizi per un ulteriore quadriennio. Nel 2023, giunto alla scadenza del mandato, lascia il complesso museale dopo otto anni.
Dal gennaio 2024, succedendo a Sylvain Bellenger, ricopre la carica di direttore del Museo nazionale di Capodimonte a Napoli.
Il 6 aprile 2024 ha ufficializzato la sua candidatura a sindaco di Firenze, per la coalizione di centro-destra. In occasione delle elezioni amministrative è stato sconfitto al ballottaggio dalla candidata del centro-sinistra Sara Funaro; in virtù di ciò, dal 24 giugno 2024 è consigliere comunale di opposizione a Palazzo Vecchio.

## Vita privata
È sposato con la storica dell'arte Roberta Bartoli, direttrice scientifica della Pinacoteca Comunale di Faenza, che conobbe durante gli studi universitari a Firenze.
Il 29 novembre 2023 ha ufficialmente acquisito la cittadinanza italiana, in virtù della quale si è potuto candidare a sindaco di Firenze.